# ديفيد تي ليتل
ديفيد تي ليتل (بالإنجليزية: David T. Little)‏ هو ملحن أمريكي، ولد في 25 أكتوبر 1978 في نيوجيرسي في الولايات المتحدة.

## وصلات خارجية
- الموقع الرسمي
- ديفيد تي ليتل على موقع ميوزك برينز (الإنجليزية)